# Брюер (Мен)
Брюер (англ. Brewer) — місто (англ. city) в США, в окрузі Пенобскот штату Мен. Населення — 9672 особи (2020).

## Географія
Брюер розташований за координатами 44°47′5″ пн. ш. 68°44′6″ зх. д. / 44.78472° пн. ш. 68.73500° зх. д. (44.784691, -68.735075).  За даними Бюро перепису населення США в 2010 році місто мало площу 40,62 км², з яких 39,46 км² — суходіл та 1,17 км² — водойми.

## Демографія
Згідно з переписом 2010 року, у місті мешкали 9482 особи в 4163 домогосподарствах у складі 2448 родин. Густота населення становила 233 особи/км².  Було 4457 помешкань (110/км²).
Расовий склад населення:
| - 95,4 % — білих - 1,0 % — азіатів - 0,8 % — корінних американців - 0,7 % — чорних або афроамериканців |

До двох чи більше рас належало 1,8 %. Частка іспаномовних становила 1,2 % від усіх жителів.
За віковим діапазоном населення розподілялося таким чином: 20,2 % — особи молодші 18 років, 62,7 % — особи у віці 18—64 років, 17,1 % — особи у віці 65 років та старші. Медіана віку мешканця становила 41,1 року. На 100 осіб жіночої статі у місті припадало 89,2 чоловіків;  на 100 жінок у віці від 18 років та старших — 86,7 чоловіків також старших 18 років.
Середній дохід на одне домашнє господарство  становив 66 805 доларів США (медіана — 51 944), а середній дохід на одну сім'ю — 86 222 долари (медіана — 71 652). Медіана доходів становила 47 477 доларів для чоловіків та 38 311 долар для жінок. За межею бідності перебувало 9,1 % осіб, у тому числі 9,8 % дітей у віці до 18 років та 7,7 % осіб у віці 65 років та старших.
Цивільне працевлаштоване населення становило 5005 осіб. Основні галузі зайнятості: освіта, охорона здоров'я та соціальна допомога — 30,4 %, роздрібна торгівля — 15,6 %, науковці, спеціалісти, менеджери — 9,6 %, мистецтво, розваги та відпочинок — 8,0 %.